# Haun (Schottland)
Haun, schottisch-gälisch: Na Hann, ist eine Streusiedlung auf der schottischen Hebrideninsel Eriskay. Die Küstensiedlung liegt im Nordwesten der Insel und ist Teil der größten Siedlungsagglomeration der dünnbesiedelten Insel. In Haun gibt es ein Postamt und die Kirche St Michael’s of the Sea liegt in der Nähe von Haun. Nordwestlich von Haun erreicht der Eriskay Causeway, ein Straßendamm über den Eriskay-Sund, von der Nachbarinsel South Uist kommend Eriskay.
In Haun sind Garnelen- und Hummerfischer sowie textilverarbeitendes Gewerbe ansässig.

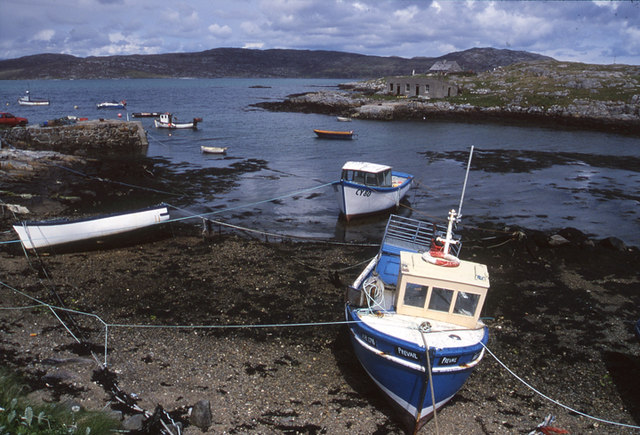
Hafen von Haun
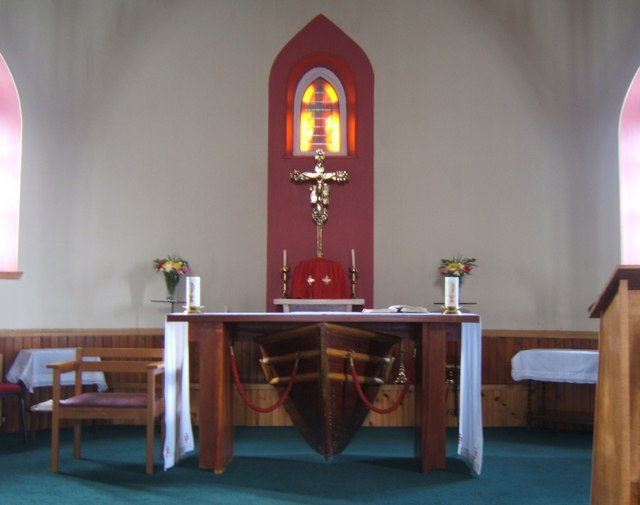
Altar von St Michael’s of the Sea